# Płonne (szczyt)
Płonne (738 m) – szczyt w Paśmie Łysiny w Beskidzie Małym. Blisko siebie są tutaj 3 szczyty. Według Aleksego Siemionowa Płonne ma wysokość około 780 m i znajduje się zaraz po zachodniej stronie szczytu Kucówki. Oddziela je przełęcz Pod Kucówkami. Na mapie Geoportalu szczyt ten jest bezimienny i ma wysokość około 770 m, zaś nazwę Płonne nadano sąsiedniemu na zachód szczytowi 738 m. W tym artykule przyjęto położenie szczytu według Siemionowa.
Z dolinek wciosowych po południowej stronie szczytu Płonne wypływają dwa cieki potoku Łękawka Mała, po stronie północnej bezimiennego potoku uchodzącego do Kocierzanki. Płonne jest całkowicie porośnięte lasem. Na południowych stokach istniała dawniej polana Płone, na północnym polana Szczyrwisko, obydwie już całkowicie zarośnięte lasem.
Nazwa Płonne jest pochodzenia ludowego i pochodzi od tego, że cały rejon na północ od szczytu jest bagnisty, czyli płony. Na mapie Compassu szczyt jest nieopisany, na niektórych innych mapach błędnie nazwę Płonnego przesunięto na wschodni szczyt Kucówek, nadając mu nazwę Na Płonnem. W przewodniku „Beskid Mały” szczyt Płonne ma błędną nazwę Nad Płone.
Płonne znajduje się w granicach wsi Kocierz Rychwałdzki w województwie śląskim, w powiecie żywieckim, w gminie Łękawica. Prowadzi przez nie zielony szlak turystyczny.
Szlaki turystyczne
 Kocierz Rychwałdzki – Ścieszków Groń – Przełęcz Płonna – Płonne – Kucówki – Czarne Działy – Gibasówka – Gibasów Wierch (Wielki Gibasów Groń) – Przełęcz pod Madohorą – Madohora – rozstaje Anuli – Smrekowica – rozdroże pod Smrekowicą – Suwory – Krzeszów.